# Jaipur (Spiel)
Jaipur ist ein Kartenspiel des Schweizer Spieleautors Sébastien Pauchon, erschienen 2009 bei GameWorks. Für die grafische Gestaltung zeichnete Alexandre Roche verantwortlich. 2010 gewann das Spiel den „À-la-carte-Kartenspielpreis“ und wurde in die Empfehlungsliste zum „Spiel des Jahres“ aufgenommen.

## Spielidee und Ablauf
Der Maharadscha von Jaipur, Hauptstadt des indischen Bundesstaates Rajasthan, sucht einen neuen Hoflieferanten. Zwei Händler konkurrieren um dieses Privileg, doch nur der erfolgreichere von beiden wird den Zuspruch bekommen. In der Rolle dieser Händler müssen die Spieler Waren erwerben und möglichst gewinnbringend verkaufen, um am Ende jeder Runde die meisten Rupien vorweisen zu können. Einen Bonus erhält zudem derjenige Händler, der dann auch die meisten Kamele sein Eigen nennt.
Das Spielmaterial umfasst:
- 55 Spielkarten (44 Warenkarten, 11 Kamele)
- 60 Spielchips (38 Warenchips, 1 Kamelchip, 18 Bonuschips, 3 Exzellenz-Siegel)

Zu Beginn jeder Runde werden drei Kamele aus den Spielkarten aussortiert und die übrigen Karten gemischt. Jeder Spieler erhält verdeckt fünf Karten, zwei weitere Karten werden offen in die Tischmitte, sie bilden zusammen mit den drei Kamelen den ersten Markt. Die Spielchips werden sortiert bereitgelegt.
Kamele werden stets aus den Handkarten entfernt und auf einem separaten Stapel gesammelt, sie können im Spiel gegen Waren vom Markt getauscht oder für eine Schlussprämie gesammelt werden. Auf der Hand hält ein Spieler ausschließlich Warenkarten, diese zeigen jeweils eine von sechs Handelswaren: Leder, Gewürze, Tuch, Silber, Gold oder Diamanten. Die letztgenannten Waren kommen dabei weniger häufig im Spiel vor und sind beim Verkauf entsprechend wertvoll.
Die beiden Spieler sind abwechselnd an der Reihe und können dann jeweils wählen, ob sie Karten erwerben oder verkaufen möchten. Neue Karten kann ein Spieler nur aus der Marktauslage erwerben, hierfür stehen ihm wiederum drei Möglichkeiten zur Verfügung: Er kann mehrere seiner eigenen Karten (Waren oder Kamele) gegen andere Warenkarten vom Markt tauschen oder eine Warenkarte ohne Tausch vom Markt nehmen oder sämtliche Kamele vom Markt erwerben. In den beiden letztgenannten Fällen wird der Markt vom Stapel wieder auf fünf Karten ergänzt. Ein Erwerb neuer Karten ist zudem nur möglich, wenn der Spieler hierdurch nicht mehr als sieben Karten auf der Hand hält.
Alternativ kann ein Spieler auch Karten aus seiner Hand verkaufen. Hierzu legt er beliebig viele Warenkarten einer Art auf den Ablagestapel und nimmt sich dafür entsprechend viele Warenchips aus der Tischmitte. Der Wert der Warenchips nimmt mit jedem Verkauf derselben Ware weiter ab, daher kann ein frühzeitiger Verkauf oftmals lohnender sein. Kann ein Spieler drei oder mehr Warenkarten auf einmal ablegen, erhält er zusätzlich zu den Warenchips entsprechend viele Bonuschips als Prämie. Diamanten, Gold und Silber können zudem nur verkauft werden, wenn ein Spieler mindestens zwei solcher Warenkarten ablegen kann.
Eine Runde endet, wenn entweder der Kartenstapel oder drei der Warenchip-Stapel aufgebraucht sind. Die Spieler zählen nun die Werte ihrer erworbenen Waren- und Bonuschips zusammen, der Spieler mit den meisten Kamelen erhält zusätzlich den Kamelchip und damit eine Sonderprämie. Wer mehr Rupien gesammelt hat, erhält eines der drei Exzellenz-Siegel. Es werden so lange weitere Runden gespielt, bis einer der Spieler zwei Runden gewonnen und somit zwei Exzellenz-Siegel erworben hat, dieser gewinnt dann auch das Spiel.

## Auszeichnungen und Kritiken
2010 gewann das Spiel den „À-la-carte-Kartenspielpreis“ und wurde ferner in die Empfehlungsliste zum „Spiel des Jahres“ aufgenommen. Im selben Jahr war es für den „International Gamers Award“ in der Kategorie „General Strategy: Two-players“ nominiert und wurde vom Games Magazine zum „Best New Family Card Game“ gekürt.
Die Kritiken zu Jaipur fielen insgesamt positiv aus: Die Rezensenten beschrieben es als ein kurzweiliges Spiel für „Zwischendurch“, das dank weniger Regeln und einer vorbildlichen Anleitung zudem leicht zu erlernen sei. Auf geteilte Meinungen stießen vor allem der höhere Glücksanteil sowie die farbenfrohe Gestaltung des Spielmaterials. Einigen Rezensenten empfanden außerdem den Preis als zu hoch.

## Hintergrund
Auf einer der Kamelkarten ist ein Panda inmitten des Gepäcks zu sehen. Autor Sébastien Pauchon zufolge handelt es sich dabei um eine Anspielung auf das Brettspiel Zooloretto von Michael Schacht, auf dessen Spielschachtel ein solcher Panda abgebildet ist. Zooloretto gewann 2007 die Auszeichnung „Spiel des Jahres“, für die auch Pauchons erstes Spiel Yspahan nominiert war.